# Lysandra silesia
Lysandra silesia är en fjärilsart som beskrevs av Embrik Strand 1927. Lysandra silesia ingår i släktet Lysandra och familjen juvelvingar. Inga underarter finns listade i Catalogue of Life.